# Osteologie

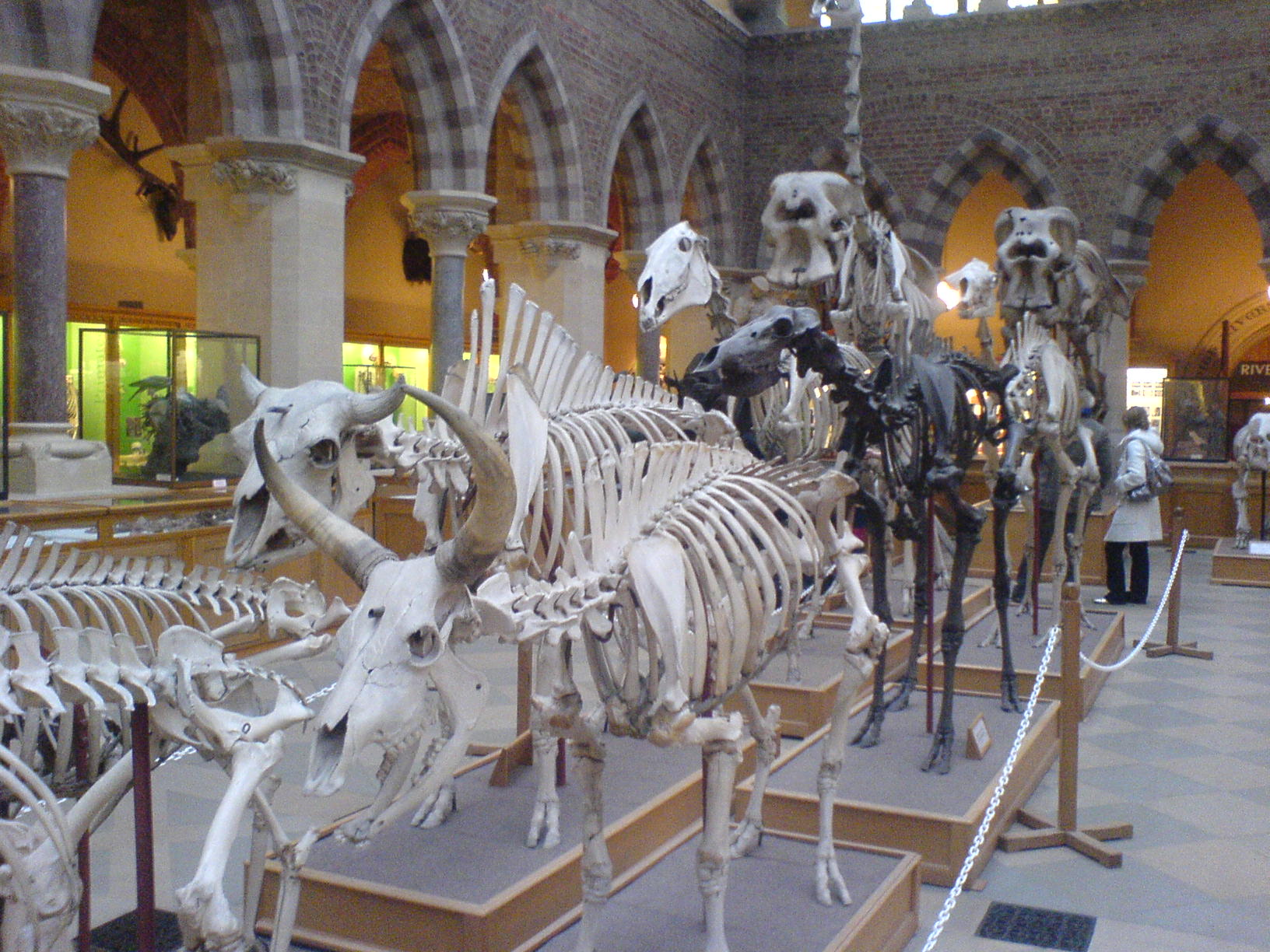
Montierte Skelette als Teil der osteologischen Sammlung des Oxford Museum of Natural History, Oxford, Großbritannien. (2007)

Die Osteologie (von griechisch osteon = Knochen, logos = Lehre; Knochenlehre) ist die Lehre vom Bau und den Krankheiten der Knochen bzw. des Skelettsystems. Die Osteologie beschäftigt sich auch mit der Knochenentstehung und dem Vergleich von Skelettsystemen. Sie ist ein Teilbereich der Anthropologie, Zoologie, Archäologie, Paläontologie und Medizin bzw. Anatomie.
Die Osteologie ist ein interdisziplinäres Themengebiet. Bei der Erforschung des gesunden sowie des krankhaft veränderten Knochengewebes wirken Naturwissenschaftler, Ärzte, Ingenieure und Vertreter anderer Fachgebiete mit.

## Anwendungsbereiche
Anwendungsbereiche der Osteologie sind Rekonstruktionen von Organismen, Identifikation und Systematik anhand bestimmter Merkmale von Knochen sowie die Erforschung von Erkrankungen des Skelettsystems:
- Rekonstruktion von Organismen: Anhand der Knochen lassen sich die Organismen bis zu einem gewissen Grad rekonstruieren. Indem den Knochen durch verschiedene Verfahren die zersetzten Weichteile substituiert werden, kann die Erscheinung eines Organismus im Groben wiederhergestellt werden. Auf diese Weise lassen sich ausgestorbene Tiere und Menschen rekonstruieren. Auch in der Forensik findet dies auch Anwendung, etwa um Skelette unbekannter Individuen zu identifizieren.
- Identifikation: Anhand bestimmter Merkmale der Knochen lassen sich diese in die biologische Systematik einordnen. Außerdem ist es möglich, Alter, Geschlecht, geographische Herkunft und Krankheiten zu bestimmen. Dies ist insbesondere beim Menschen gut erforscht.
- Systematik: Anhand bestimmter Merkmale der Knochen lassen sich Organismen in die biologische Systematik einordnen. Dies ist die Grundlage um diese auch richtig identifizieren zu können (siehe oben).
- Erkrankungen des Skelettsystems: In der Medizin beschäftigt sich die Osteologie am Schnittpunkt zwischen Orthopädie und Endokrinologie auch mit dem physiologischen Aufbau der Knochen sowie mit den Prozessen des Knochenstoffwechsels bzw. dessen Erkrankungen. Dieser Aufgabe kommt heute der größte Raum innerhalb der Osteologie zu. Hauptsächlich geht es um die Erforschung der Ursachen und möglicher Therapieformen von Krankheiten wie Osteoporose, Osteomalazie, renaler Knochenerkrankungen, Osteodystrophia deformans, aber auch selteneren Erkrankungen wie Osteogenesis imperfecta, FOP, oder Hypophosphatasie. In der medizinischen Osteologie wird der Knochen nicht als isoliertes Organ betrachtet, sondern es wird sein Zusammenspiel mit anderen Organsystemen wie der Muskulatur oder dem Zentralnervensystem erforscht.